# Liphistius desultor
Liphistius desultor es una especie de arañas mesotelas de la familia de los lifístidos. Fue descrita por primera vez por J. C. Schiödte en 1849.
Esta especie es endémica de la península de Malasia. Se encuentra en Penang, Perak y Kedah.
El tamaño de las hembras es de aproximadamente 28,2 mm y el de los machos de 23,26 mm.